# Non ci sono solo le arance
Non ci sono solo le arance (Oranges Are Not the Only Fruit) è un romanzo di Jeanette Winterson, pubblicato per la prima volta nel Regno Unito nel 1985 e in Italia nel 1999. Si tratta di un romanzo di formazione, che racconta come una giovane ragazza lesbica diventa adulta in una comunità pentecostale inglese.
Il libro, semi-autobiografico, è incentrato soprattutto sulla vita della Winterson, cresciuta ad Accrington, nel Lancashire, dove è stata trasferita al momento dell'adozione da parte della Signora Winterson, fanatica religiosa appartenente alla comunità Pentecostale. Come la stessa autrice scrive in un mémoir autobiografico successivo, Perché essere felici quando si può essere normali, molte parti del romanzo sono riprese fedelmente dalla sua vita, cosa che ha fatto infuriare la madre della Winterson.

## Trama
La protagonista è una giovane ragazza, Jeanette, adottata da una famiglia di evangelisti dalla Chiesa Pentecostale di Elim. La ragazzina viene convinta di essere destinata a diventare una missionaria. Il libro descrive l'entusiasmo religioso come un'esplorazione del potere dell'amore. Da adolescente, Jeanette scopre di essere attratta da un'altra ragazza. Quando la madre lo scopre, sottopone Jeanette e la sua partner ad un esorcismo.

## Adattamento televisivo
Il romanzo è stato adattato per la televisione, in un film dallo stesso titolo, andato in onda nel 1990.